# Brave Murder Day
Brave Murder Day es el segundo álbum de estudio de la banda sueca de death/doom Katatonia, publicado en 1996 por Avantgarde Music. El título de este álbum proviene de las tres primeras canciones del mismo. El vocalista y guitarrista de Opeth, Mikael Åkerfeldt, grabó las voces guturales en este disco. La reedición de Brave Murder Day de Century Media Records incluye las cuatro canciones del EP For Funerals to Come, mientras que la reedición de Peaceville Records presenta las tres del EP Sounds of Decay. 
El disco representa un quiebre total de lo que Katatonia había hecho hasta el momento, al crear un material único para la época. El sonido es más rápido, existen pocos riffs, y la fórmula es hipnótica y repetitiva. En cuanto a las influencias, se nota un acercamiento al sonido de The Cure y My Bloody Valentine.
La canción "12" es una versión regrabada de "Black Erotica", que aparece en el recopilatorio W.A.R. de 1995. Esta canción también puede encontrarse en el recopilatorio Brave Yesterdays.

## Lista de canciones
- Toda la música por Katatonia. Todas las letras por Jonas Renske.

1. "Brave" - 10:16
2. "Murder" - 4:54
3. "Day" - 4:28
4. "Rainroom" - 6:31
5. "12" - 8:18
6. "Endtime" - 6:46

## Créditos
- Blackheim – guitarra, bajo
- Jonas Renkse – batería, voces limpias
- Fredrik Norrman – guitarra
- Mikael Åkerfeldt – voces guturales

- Datos: Q902580